# كانلونيس
كانلونيس هي عاصمة، ومبنى بلدية، في الأوروغواي، تتبع Municipality of Canelones ‏، هي عاصمة إدارة كانيلونيس، بلغ عدد سكانها 19,865 نسمة في 2011، رمزها البريدي هو 90000.

## مدن توأم
المدن التوأم:
- سانتا في (منذ 14 أغسطس 2003).